# Aq Kupruk
Aq Kupruk é uma cidade do Afeganistão, localizada na província de Balkh.